# Тавриск

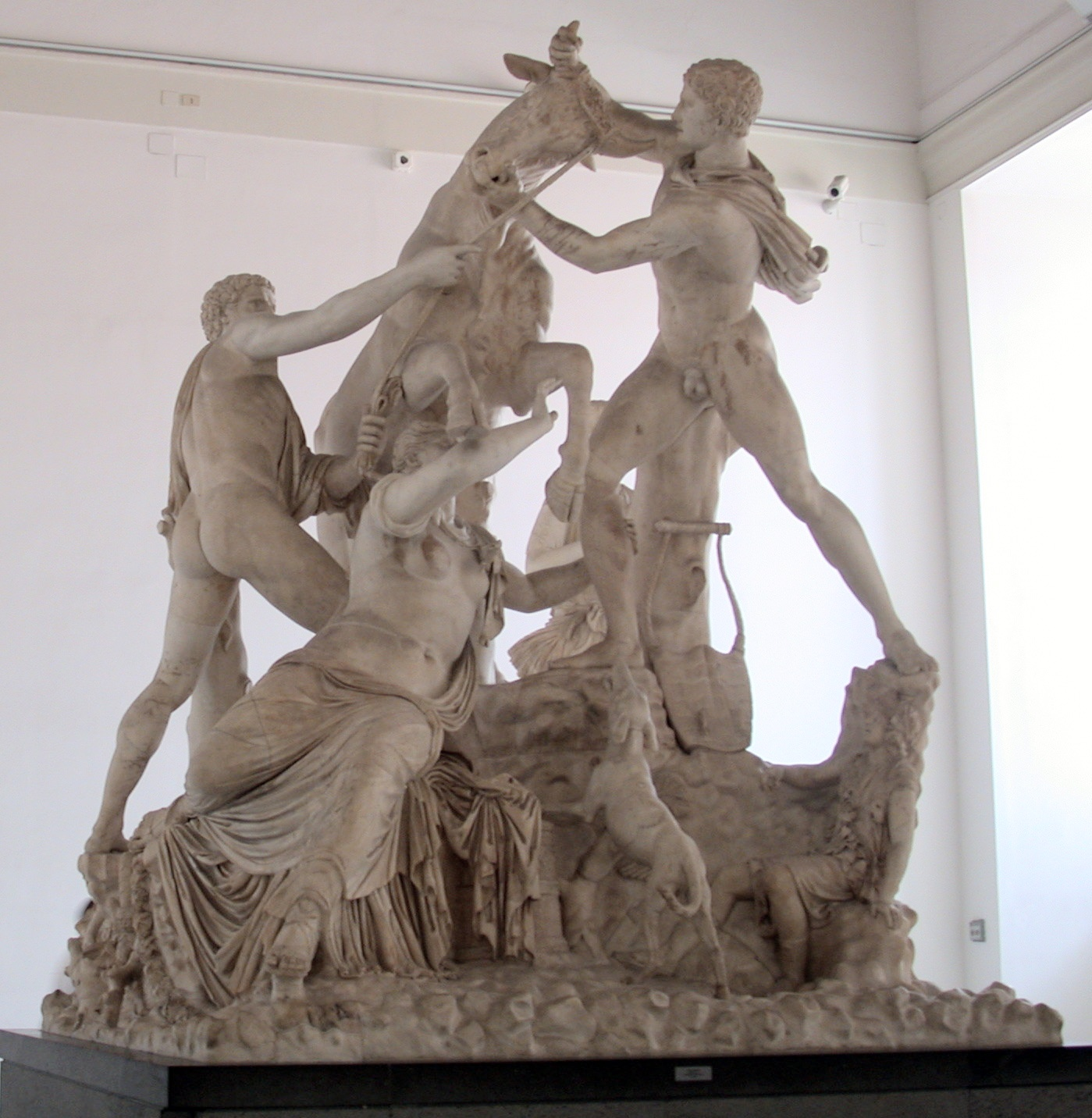
Фарнезский бык

Тавриск (греч. Ταυρίσκος) — древнегреческий скульптор, работавший в III веке до н. э., ученик Менекрата. Родился в Траллах (Лидия).
Совместно со своим братом Аполлонием изваял знаменитую группу Фарнезского быка, в настоящее время хранящуюся в Национальном археологическом музее в Неаполе.
О некотором Тавриске упоминает Плиний Старший, перечисляя искусных чеканщиков:

После них славится Каламид, а также Антипатр, скорее поместивший на фиале сатира, отягощенного сном, чем вычеканивший, как сказано о нем, затем Стратоник из Кизика, Тавриск— Плиний «Естественная история» LV.156.
В главе XXXVI, 33, Плиний отмечает отличие скульптора Тавриска из Тралл от чеканщика Тавриска.